# Vodafone Czech Republic
Vodafone Czech Republic a.s. – operator telefonii komórkowej w Czechach. Jest częścią międzynarodowej firmy Vodafone.
Firmę założono pod nazwą Český Mobil a.s. w 1999 roku. Pod marką Oskar była trzecim operatorem GSM w kraju (po Eurotelu i Paegasie). W roku 2004 firmę przemianowano na Oskar Mobil a.s. a 1 lutego 2006 – na Vodafone Czech Republic a.s.
Obecnie Vodafone ma w Czechach najmniejszy udział w rynku spośród trzech operatorów – kontroluje 17–19% rynku.
Na wyświetlaczu telefonu pokazuje się: Vodafone-CZ, Oskar, CZ-Oskar, Oskar-CZ, 230-03.